# Jean-Richard Bloch
Jean-Richard Bloch (n. 25 mai 1884 - d. 13 martie 1947) a fost un scriitor și filozof politic francez.
A fost susținător al mișcării antifasciste și ulterior a celei comuniste.

## Opera
- 1918: Et C-ie ("Et C-ie")
- 1912: Lévy ("Lévy")
- 1920: Eseuri pentru a înțelege mai bine epoca mea: carnavalul s-a sfârșit ("Essais pour mieux comprendre mon temps: Carnaval est mort")
- 1925: Noaptea kurdă ("La Nuit kurde");
- 1926: Ultimul împărat ("Le Dernier empereur");
- 1930: Destinul teatrului ("Destin du théâtre");
- 1931: Destinul secolului ("Destin du siècle");
- 1934: Ofrandă politicii ("Offrande à la politique");
- 1936: Nașterea unei culturi ("Naissance d’une culture");
- 1936: Spania, Spania! ("Espagne ! Espagne !");
- 1944: Toulon ("Toulon");
- 1949: Omul comunismului ("L'Homme du communisme").

Împreună cu Romain Rolland, a înființat revista Europe.

## Legături externe
- fr  Biografie la IHTP.cnrs.fr Arhivat în 10 noiembrie 2006, la Wayback Machine.
- en  Biografie la Encyclopedia Britannica